# Jean Adnet
Jean Adnet est un homme politique français né le 4 décembre 1822 à Donzacq (Landes) et mort le 12 février 1900 à Trie-sur-Baïse (Hautes-Pyrénées).

## Biographie
Après avoir été avocat, il entre dans la magistrature. Il est procureur impérial à Tarbes quand le gouvernement de Défense nationale le révoque, après le 4 septembre.
Il est élu député en 1871, et siège d'abord au centre droit. Il évolue progressivement vers la droite. En 1876, il est élu sénateur des Hautes-Pyrénées et vote avec les conservateurs la dissolution de la Chambre en 1877. Il n'est pas réélu aux sénatoriales de 1882.

## Décorations
- Chevalier de la Légion d'honneur (1865)[2]

## Sources
- « Jean Adnet », dans Adolphe Robert et Gaston Cougny, Dictionnaire des parlementaires français, Edgar Bourloton, 1889-1891 [détail de l’édition]
- « Jean Adnet », dans le Dictionnaire des parlementaires français (1889-1940), sous la direction de Jean Jolly, PUF, 1960 [détail de l’édition]